# 王氏铁角蕨
王氏铁角蕨（学名：Asplenium ×wangii）为铁角蕨科铁角蕨属下的一个种。

## 扩展阅读
- 維基物種上的相關：王氏铁角蕨